# 554
El 554 (DLIV) fou un any comú començat en dijous del calendari julià.

## Esdeveniments
- Els romans d'Orient arriben al sud del riu Xúquer en la seva reconquesta d'Espània.[1]
- Els romans d'Orient ocupen el sud d'Itàlia.